# Cerchiara (Isola del Gran Sasso d'Italia)
Cerchiara è una frazione  di Isola del Gran Sasso d'Italia situata a circa 660 m s.l.m. nella vallata sottostante al Gran Sasso.

## Storia
L'antica Criscaria "statio militaris" romana era destinata a sorvegliare la Via Ceciliana che parallelamente al Mavone saliva al valico del Vado di Corno e portava a Roma.
Durante il periodo delle invasioni barbariche San Pier Damiani si recò a prendere possesso del monastero di "Fanum ad Cornu" e varie famiglie milanesi lo seguirono e per questo nucleo di persone, il Santo fece costruire una chiesa che venne chiamata "S. Maria in Catarolo (da "catari = poveri"). Queste famiglie milanesi si stanziarono presso il fiume Mavone, nella località che prese il nome di "Catarolo" .
Verso il 1163, quando il Barbarossa distrusse la città di Milano, molte famiglie milanesi immigrarono in questa zona; ed è proprio ad opera dei milanesi che risorse l'antico nucleo di Criscaria che forse proprio in questo momento cambiò il suo nome in Cerchiara.

Cerchiara compare in un importante documento scritto risalente al 1796. Sul dizionario geografico-istorico del Regno di Napoli viene descritta così: 
(Francesco Sacco)
Cerchiara intorno alla fine del 1970 ha subito un incremento demografico dovuto alla costruzione dell'attuale autostrada dei parchi. L'assenza di una pianificazione urbanistica adeguata e ravveduta ha generato quella che possiamo chiamare "edilizia spontanea".

## Sport
Nel 2017 è stata rifondata la società calcistica dilettantistica Cerchiara 1990 che milita nel campionato provinciale di terza categoria. I colori sociali sono il bianco e il rosso mentre il campo sportivo si trova a pochi chilometri dal paesino nella piccola località di Colledara.

## Monumenti e luoghi d'interesse

### Architetture religiose

#### Chiesa SS.Maria del Calderolo e Valentino
Alla fine della strada principale, su cui si affacciano allineate su due file parallele le abitazioni più antiche del borgo, è la Chiesa dei Santi Maria del Caldarolo e Valentino. Compare in documenti fin dal 1577, ma quella che ci appare oggi, moderna e capiente, venne costruita al suo posto agli inizi degli anni Ottanta del secolo scorso in concomitanza della costruzione dell'Autostrada A24 che da allora incombe sul paesino. Sulla sua parete esterna è stata rimessa in opera una pietra con un'epigrafe ritenuta di età imperiale rinvenuta lungo la piana di San Valentino tra Isola del Gran Sasso d'Italia e Cerchiara, dove passava la strada romana che portava al valico di Vado di Corno. Su una parete interna è incastonato il simbolo diocesano del Giubileo del 2000.

#### Ruderi chiesa di san Valentino
Tra Isola e Cerchiara, nella omonima piana, sono i ruderi della Chiesa di S. Valentino, un edificio, completamente diruto, di stile romanico.
All'interno, ai lati dell'altare maggiore si scorgono i resti di affreschi di primo Cinquecento, tra cui un singolare S. Rocco che richiama i motivi degli affreschi della Chiesa di Santa Lucia.
La piana era anticamente attraversata da una strada romana, della quale, nei pressi della Chiesa, è stato rinvenuto un cippo anepigrafe.
Intorno alla fine del secolo scorso erano stati rinvenuti in zona altri materiali, oggi dispersi. I resti di quello che era il pavimento di codesta chiesa sono conservate nel museo delle ceramiche a Castelli.

#### Chiesa di sant'Antonio
Con questa chiesa si raggiunge la parte più alta del paese (700 metri circa). La chiesa è di modeste dimensioni ed è accessibile da due strade: Una salendo dal retro della chiesa principale del paese procedendo dritti nella ripida salita di F.te Carbone, l'altra salendo da via del Risorgimento per poi salire in via della Montagna. Sulla parte esterna della chiesa sono raffigurate due strisce colorate una gialla e una rossa, per indicare l'inizio del sentiero che porta in alta quota e con cui si può arrivare nelle diverse zone ai piedi del Corno Grande, come per esempio: La fonte Chiavatteri; Bano di Fano, ecc. Fino ad arrivare a quota 1500 metri circa in località La Croce nella zona turistica dei Prati di Tivo, creando così il confine tra il comune di Isola del Gran Sasso d'Italia e quello di Pietracamela.

## Eventi
A Cerchiara d'estate i diversi comitati organizzano delle feste in particolare legate alla parrocchia. Il 2 agosto si festeggia la Madonna degli Angeli e il 15 la Madonna dell'Assunta. Inoltre, sempre nel mese di agosto viene organizzata la Sagra dei Ciufflett e Ceci: un piatto tipico del posto che viene cucinato da tradizione ai ricevimenti di nozze e consiste in pasta e ceci.

## Galleria d'immagini

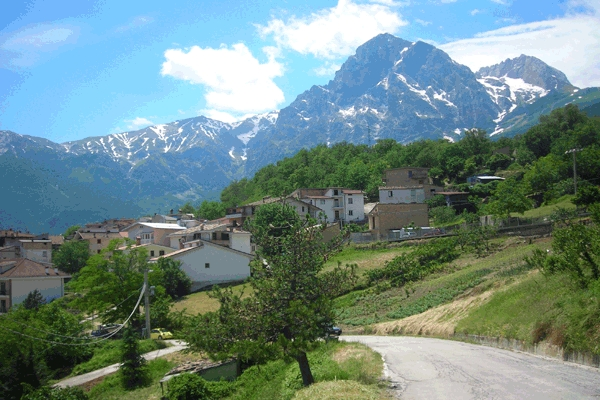
Cerchiara, panorama
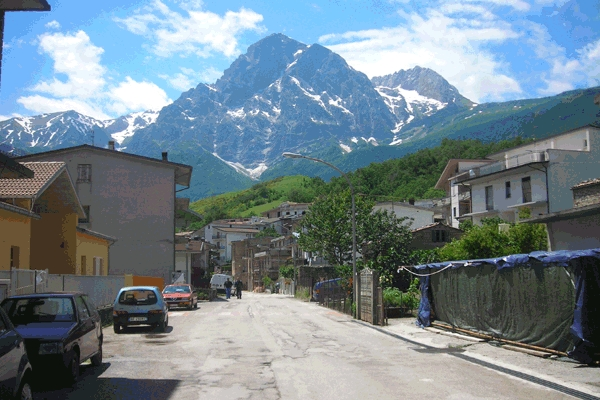
Cerchiara, scorcio del centro
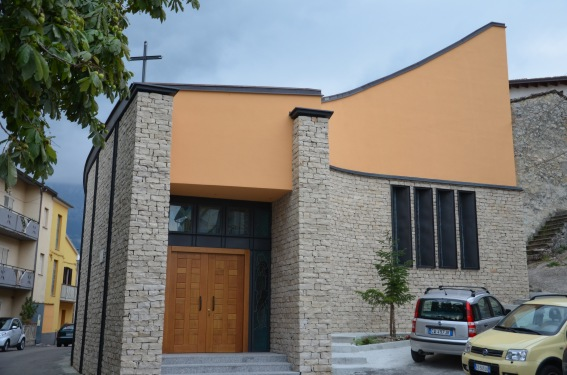
La chiesa di Cerchiara dopo la recente ristrutturazione
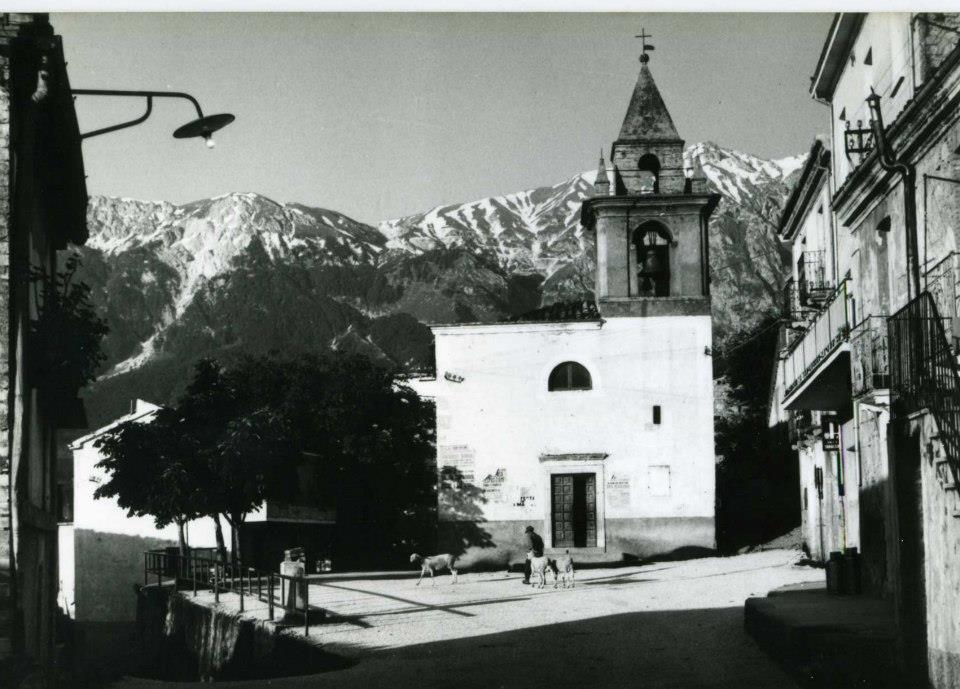
La vecchia chiesa di Cerchiara
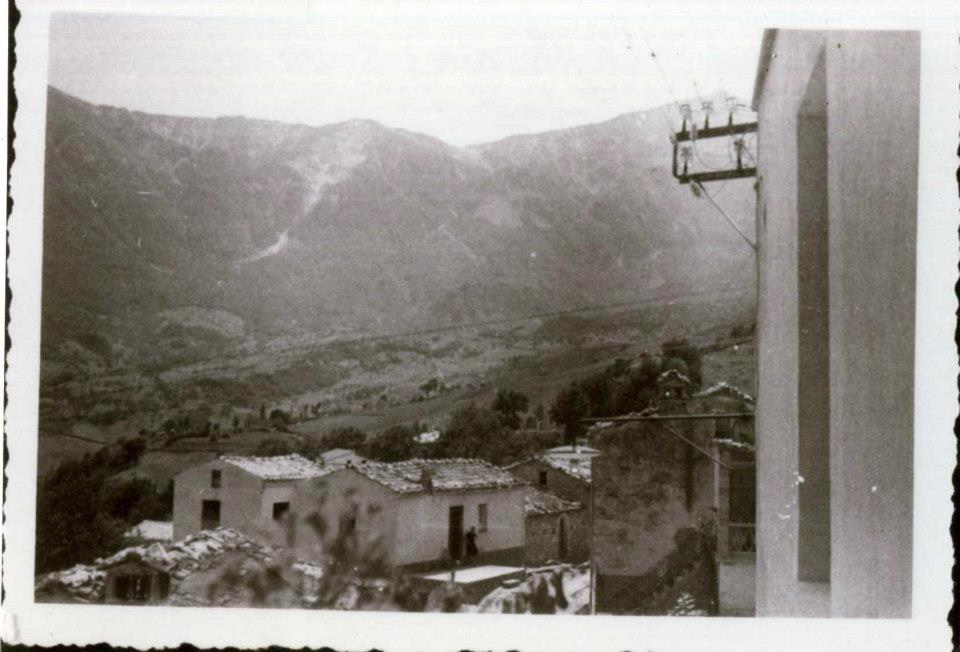
Cerchiara, panorama prima della costruzione della A24 (Strada dei Parchi)